# Eleccions generals espanyoles de 1910

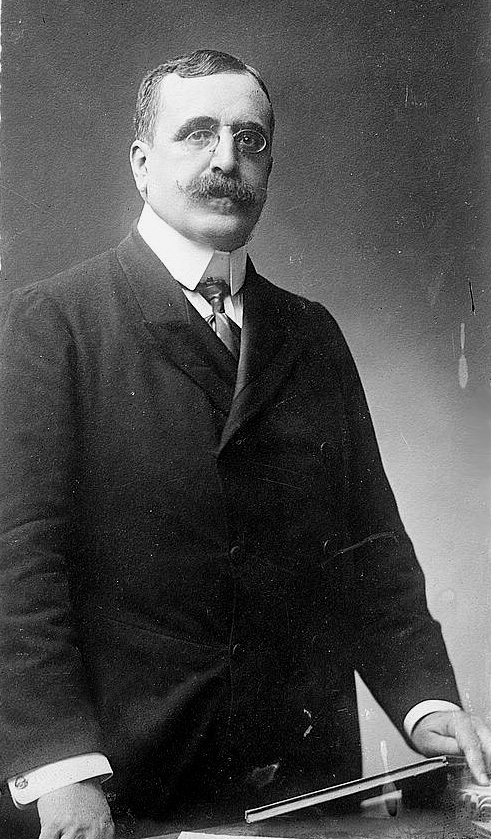
El liberal Canalejas, cap de govern fins al seu assassinat el 1912

Les eleccions generals espanyoles de 1910 foren convocades el 8 de maig de 1910, després de la crisi del govern conservador d'Antoni Maura a causa de la Setmana Tràgica de Barcelona el 1909, sota sufragi universal masculí. En total foren escollits 404 diputats, i el partit més votat fou el Partit Liberal, dirigit per José Canalejas y Méndez. El partit conservador va restar molt afeblit, i a Navarra es presentà en coalició amb carlins i integristes. També es presentà una Conjunció Republicano-Socialista, dirigida per l'escriptor canari Benito Pérez Galdós, que va aplegar en la coalició diversos grups republicans, el PSOE, el Partit Republicà Radical i el Partit Republicà Democràtic Federal, però no la UFNR,que un cop trencada la Solidaritat Catalana es va presentar en solitari i per primer cop va trencar l'hegemonia de la Lliga Regionalista.
Fou elegit president del Congrés el liberal comte de Romanones, que fou substituït el 1912 per Segismundo Moret y Prendergast, i a la seva mort el 1913 per Miguel Villanueva i president del Senat Eugenio Montero Ríos.
El cap de govern fou Canalejas, que fou assassinat el 12 de novembre de 1912. El substituí aleshores el comte de Romanones, qui dimití el 27 d'octubre de 1913 a causa de la divisió interna del partit de Manuel García Prieto, creador del Partit Liberal Demòcrata. Alhora, també hi hagué divisió en el Partit Conservador quan Antoni Maura i Juan de la Cierva y Peñafiel no acceptaren el lideratge d'Eduardo Dato e Iradier. També es trencà la Conjunció Republicano-Socialista, malgrat l'èxit relatiu obtingut.
Com va passar a totes les eleccions durant la restauració borbònica a Espanya, el resultat va estar determinat per endavant («encasellat») gràcies al frau electoral sistemàtic portat a terme per la xarxa caciquil estesa per tot el territori. En aquestes eleccions, com a la resta, el govern que les convocava les guanyava, ja que en el règim polític de la Restauració els governs canviaven abans de les eleccions i no després com passava en els règims parlamentaris no fraudulents.

## Composició de la Cambra
| ← Eleccions generals espanyoles, 8 de maig de 1910 → |        |             |                            |
| Partit                                               | Escons | Percentatge | Líder                      |
| Partit Liberal                                       | 43,4%  | 215         | José Canalejas y Méndez    |
| Partit Conservador                                   | 21,9%  | 115         | Antoni Maura               |
| Conjunció Republicano-Socialista                     | 10,3%  | 27          | Benito Pérez Galdós        |
| Unió Federal Nacionalista Republicana (UFNR)         | 5,3%   | 11          | Josep Maria Vallès i Ribot |
| Lliga Regionalista                                   | 2,7%   | 10          | Enric Prat de la Riba      |
| Comunió Tradicionalista (jaumista)                   | 2,2%   | 10          | Juan Vázquez de Mella      |
| Catòlics independents                                |        | 3           | Marquès de Santillana      |
| Partit Integrista                                    |        | 2           | Manuel Senante y Martínez  |
| PURA                                                 |        | 1           | Fèlix Azzati i Descalci    |
| Nacionalistes republicans catalans                   |        | 1           | Francesc Macià             |
| Independents                                         |        | 5           |                            |
| No establerts                                        |        | 3           |                            |

## Resultats per circumscripcions

### Catalunya
- Barcelona
  - Josep Bertran i Musitu (Lliga Regionalista)
  - Francesc Cambó i Batlle (Lliga Regionalista)
  - Manuel Farguell i de Magarola (Lliga Regionalista)
  - Lluís Ferrer-Vidal i Soler (Lliga Regionalista)
  - Bonaventura Maria Plaja i Tapis (Lliga Regionalista)
  - Pere Corominas i Montanya (republicà)
  - Jaume Cruells i Sallarès (republicà)
  - Laureà Miró i Trepat (republicà)
  - Ròmul Bosch i Alsina (liberal)
  - Joan Godó i Llucià (liberal)
  - Josep Griera i Dulcet (liberal)
  - Pere Guerau Maristany i Oliver, comte de Lavern (liberal)
  - Carles Padrós i Rubio (Liberal)
  - Hermenegildo Giner de los Ríos (Partit Republicà Radical)
  - Emiliano Iglesias Ambrosio (Partit Republicà Radical)
  - Alejandro Lerroux García (Partit Republicà Radical)
  - Toribio Sánchez Beltrán de Guevara (Partit Republicà Radical)
  - Joan Sol i Ortega (republicà)
  - Joaquim Sagnier i Villavecchia (Conservador)
  - Alfons Sala i Argemí, comte d'Égara (Unión Monárquica Nacional)
  - Lluís Vila i Miralles (Conservador)
  - Josep Zulueta i Gomis (Partido Reformista)
  - Lluís de Zulueta i Escolano (Partido Reformista)
- Girona
  - Joan Ventosa i Calvell (Lliga Regionalista)
  - Eusebi Bertrand i Serra (Lliga Regionalista)
  - Salvador Albert i Pey (republicà)
  - Joaquim Salvatella i Gibert (republicà)
  - Carles Cusí i de Miquelet (Liberal)
  - Pere Llosas i Badia (Comunió Tradicionalista)
  - Dalmacio Iglesias García (Comunió Tradicionalista)
  - Juli Fournier i Cuadros (Conservador)
- Lleida
  - Felip Rodés i Baldrich (Lliga Regionalista)
  - Joan Garriga i Massó (Lliga Regionalista)
  - Emili Riu i Periquet (Liberal)
  - Josep Matheu i Ferrer (Liberal)
  - Francesc Macià i Llussà (nacionalista independent)
  - Josep Llari i Areny (Partido Reformista)
  - Pere Milà i Camps (independent)
  - Joan Moles i Ormella (republicà)
- Tarragona
  - Albert Dasca i Boada (Liberal)
  - Salvador de Samà i de Sarriera (Liberal)
  - Julià Nougués Subirà (republicà)
  - Antoni Maria de Veciana i Llari (Conservador)
  - Manuel Kindelán y de la Torre (Liberal-Demócrata)
  - Joan Caballé i Goyeneche (Partido Reformista)
  - Jaume Alegret i Vidal (Partit Conservador)
  - Jaume Carner i Romeu (republicà)
  - Josep Nicolau i Sabater (Unión Monárquica Nacional)
  - Ramon Mayner Socies (republicà)

### Illes Balears
- Josep Cotoner Allendesalazar, comte de Sallent (Conservador)
- Antoni Maura i Montaner (Conservador)
- Alexandre Rosselló i Pastors (liberal romanonista)
- Cipriano Garijo y Aljama (liberal)
- Antoni Weyler i Santacana (liberal)
- Emilio Hediger y Olivar (republicà)
- Joan Pereyra i Morante (Liberal)
- Juan Valenzuela y Alcarín
- Frederic Llansó i Seguí (republicà)

### País Valencià
- Alacant
  - Salvador Canals y Vilaró (Conservador)
  - José Canalejas i Méndez (Liberal)
  - José Francos Rodríguez (liberal-demòcrata)
  - José Jorro Miranda (Conservador)
  - Vicente Ruiz Valarino (liberal-demòcrata)
  - Manuel Ruiz Valarino (liberal-demòcrata)
  - Trinitario Ruiz Valarino (liberal-demòcrata)
  - Emilio Díaz Moreu Irisarry (Liberal)
  - Santiago Reig Aguilar-Tablada (Liberal)
  - Alejandro Saint Aubin Bonnefon (Liberal)
  - Eduardo Vega de Seoane y Echevarría (Liberal-demòcrata)
  - Baldomero Vega de Seoane y Andrea Pérez (Liberal)
- Castelló
  - Vicente Cantos Figuerola (liberal-demòcrata)
  - Juan Navarro Reverter y Gomis (liberal-demòcrata)
  - Ramón Saiz de Carlos (liberal-demòcrata)
  - Emilio Santa Cruz Chordi (Partit Republicà Radical)
  - Antonio de Castro Casaleiz (Conservador)
  - Pedro de Govantes y Azcárraga, comte d'Albay (Conservador)
  - Manuel Sancho Climent (liberal)
- València
  - Fèlix Azzati i Descalci (PURA)
  - Joan Barral i Pastor (PURA)
  - José Igual Torres (republicà)
  - Ramón de Castro Artacho (Liberal)
  - Evaristo Crespo Azorín (Conservador)
  - Antonio Lázaro Tensa (Conservador)
  - Francisco Trénor Palavicino (Conservador)
  - Francisco Escutia Greus (Liberal)
  - José Estruch Chafer (Liberal)
  - Fidel García Berlanga (Liberal)
  - Eduardo Llagaria Ballester (Liberal)
  - José Puig Boronat (Liberal)
  - Gil Roger Vázquez (Liberal)
  - Francisco Rubio Goula (Liberal)
  - Vicente Gimeno Rodríguez Jaen (liberal romanonista)
  - Francisco Peris Mencheta (independent)